# Сяюча корона

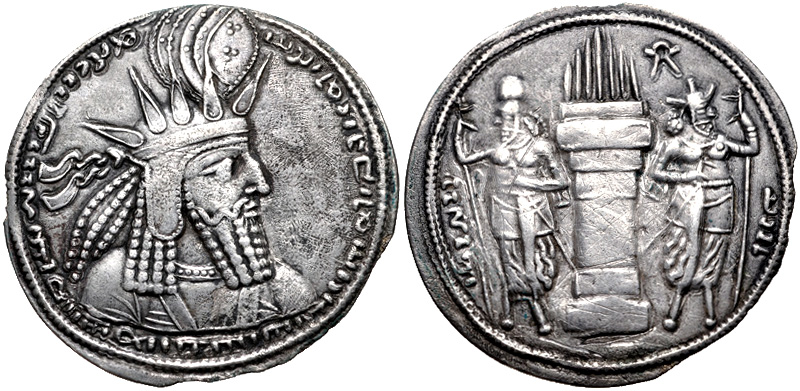
Монет Бахрама І, імперія Сасанідів, 3 ст. н. е.

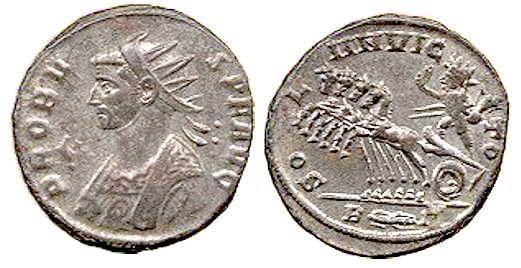
Монета Римського імператора Проба, 280 р.

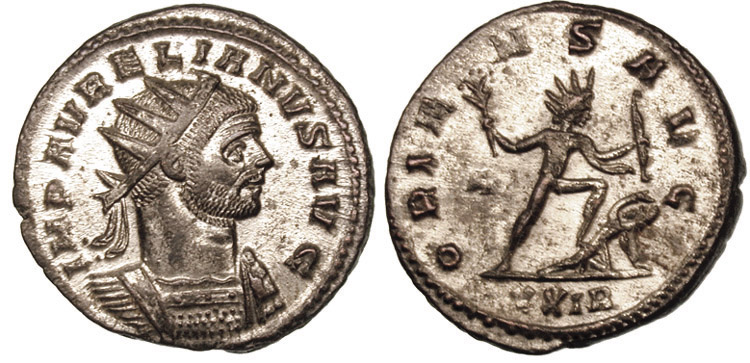
Монета Римського імператора Авреліана, 274—275 р.

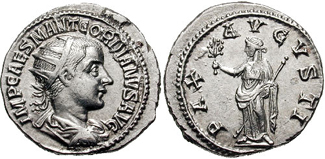
Монета Римського імператора Гордіана ІІІ, 240 р.

Сяюча корона або Промениста корона, також Сонячна корона, Радісна корона, Східна корона (Radiant crown, Solar crown, Eastern crown) — в стародавні часи корона, вінець, діадема або інший головний убор, що символізує сонце або, загальніше, сили, пов'язані з сонцем. Зазвичай він має форму або рогатого диска, який представляє сонце, або вигнутої смуги з точок, що представляють промені.

## Історія
Виникнення Сяючої корони пов'язують з культом Сонця. Зразки таких корон знаходять в Стародавньому Єгипті, Вавилоні та інших ранніх державах Середземномор'я.
В іконографії Стародавнього Єгипту Сонячна корона має форму диску, що обрамлений рогами барана або бика. Його носять такі божества, як Гор у його сонячній чи яструбоподібній формі, Хатхор та Ісіда. Цю корону також носили й фараони.
У Птолемеєвому Єгипті Сонячна корона була у формі Сяючої діадеми за зразком, яку носив Олександр Македонський, яка ідентифікується із богом сонця Геліосом. Також зображення Сонячної діадеми часто зустрічається у мистецтві з середини II століття до нашої ери. Також схожі мотиви відомі в державі Династії Шунга, а також в греко-бактрійський державі.
Першим правителем Єгипту, який носив цю версію Сонячної корони, був Птолемей III (246—222 до н. е.).
Побідні зображення зустрічаються також в мітраїзмі — культі, пов'язаному з поклонінням богу Мітрі. Він виник в останні століття до н. е. давньоіранській релігії зороастризмі.
У Римській імперії, з початку її існування, імператори традиційно проголошувались (обирались) Сенатом або Легіоном, й церемонії початку їх правління відбувались без особливого ритуалу коронування.
Пізніше Східна (Сонячна) діадема (корона) були введені імператором Авреліаном, але вони не були постійними регаліями імператора, аж до правління Костянтина І. До цього римські правителі носили пурпуровий палудаментум (плащ), а також лавровий вінок як символ свого правління. У Римській імперії Сонячну корону носили у поєднанні з культом Sol Invictus, а також під впливом «сяючих зображень» Олександра Македонського. Сонячна корона, яку носив Костянтин, перший імператор, що прийняв християнство, була переосмислена як «святі цвяхи хреста Господнього».
Після Французької революції, Сяюча корона стала асоційованою зі Свободою. Вперше це зображення з'явилось на Великій печатці Франції 1848 р., хоча було відомо й під час раніших французьких республік. Найвідоміше зараз зображення Сонячної корони асоціюється зі статуєю Свободи в США.

## Зображення

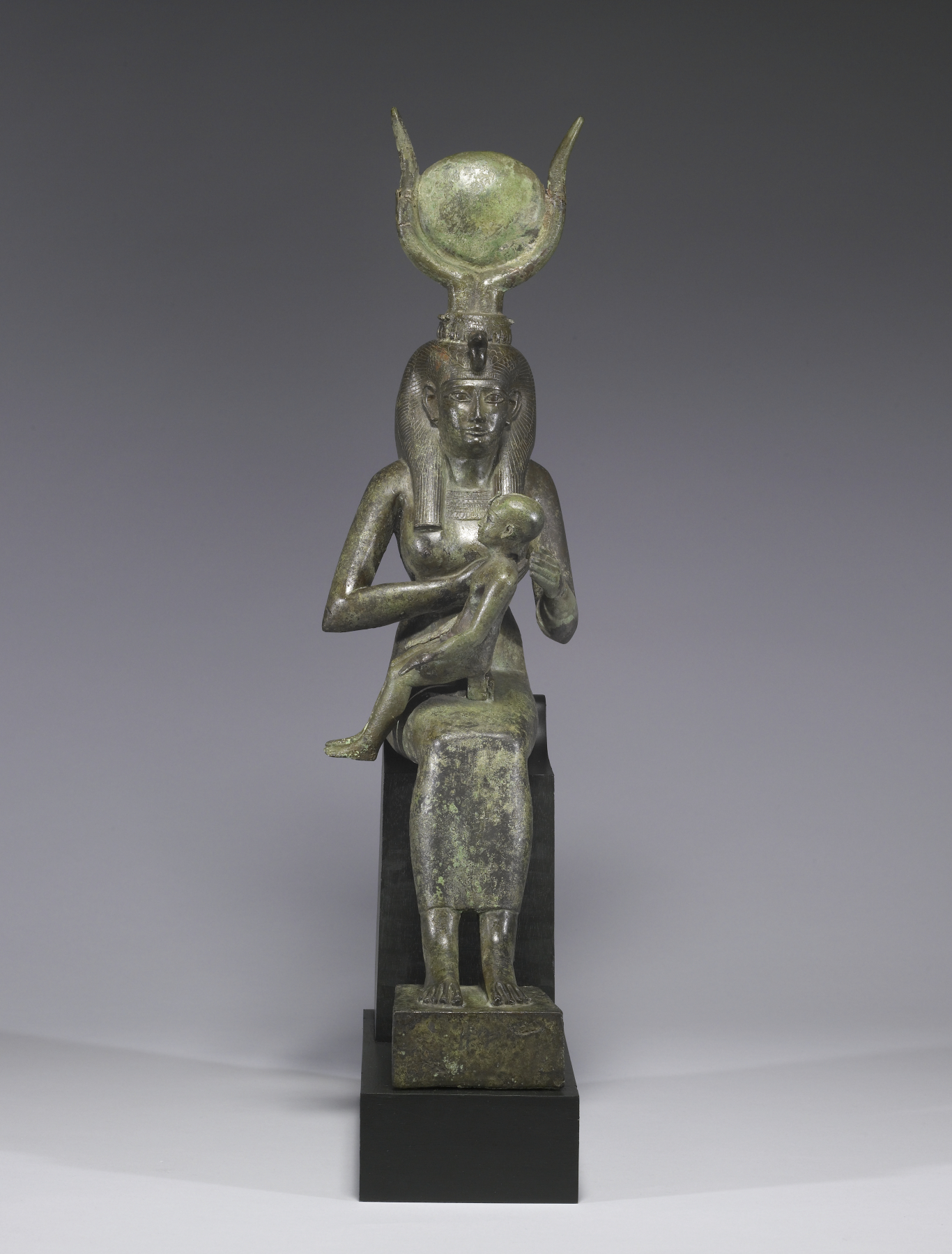
Ісіда в сонячній короні, що годуює Гора (680–640 рр. до н.е.)
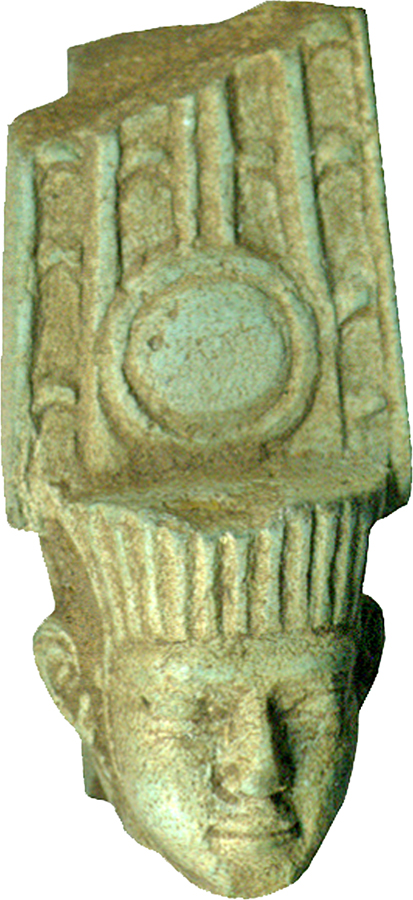
Бог Амон-Ра, у короні та сонячному диску (715–664 рр. до н.е.)
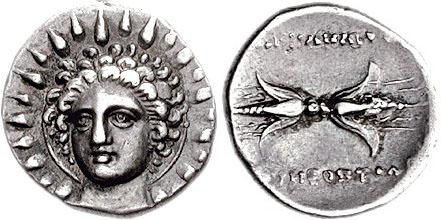
Монета Олександра I, короля Епірського (333-330 до н.е.)
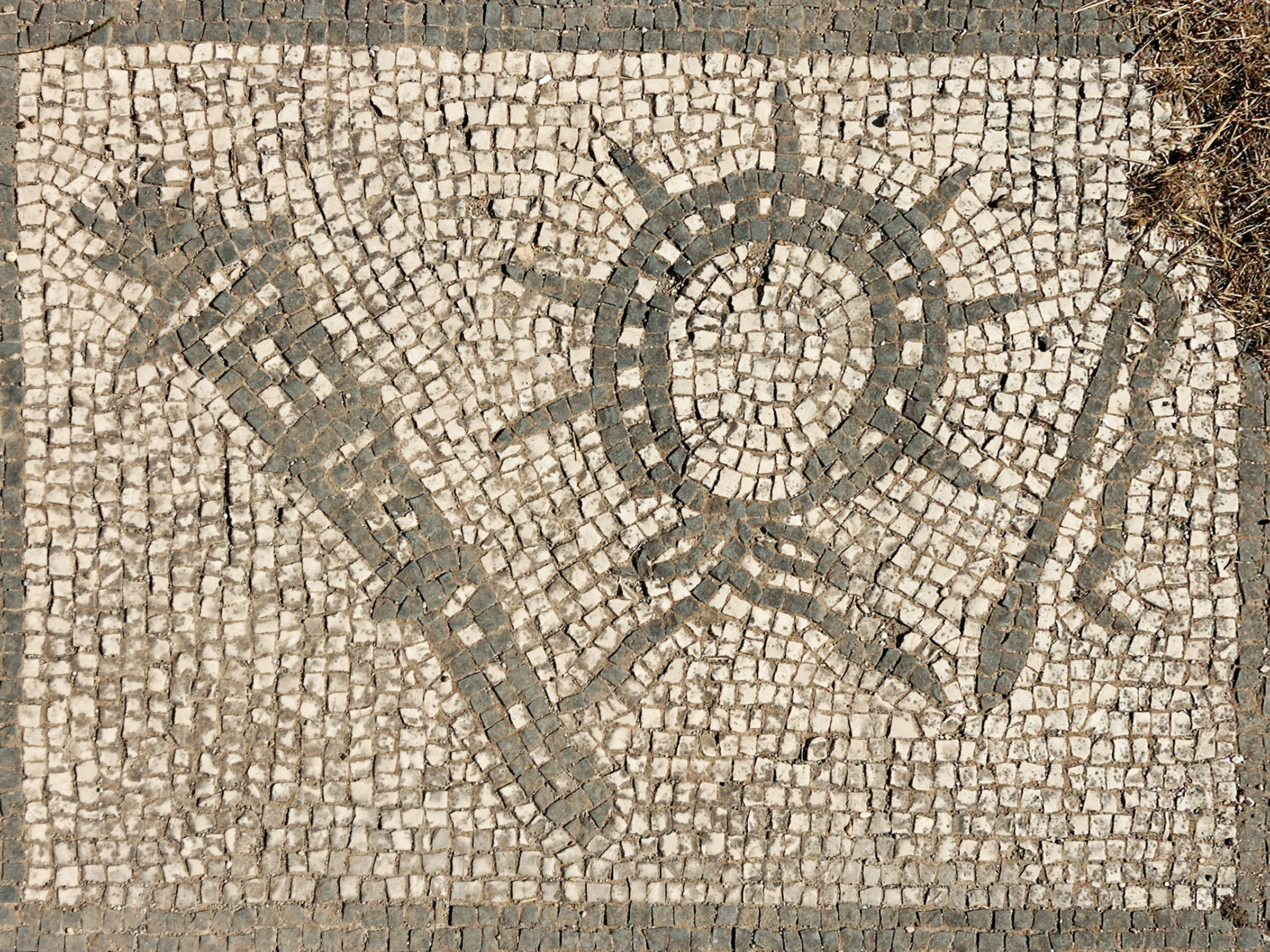
Атрибути ініціації в культі Мітри, зображені в Мітреумі (1 ст. н.е.)
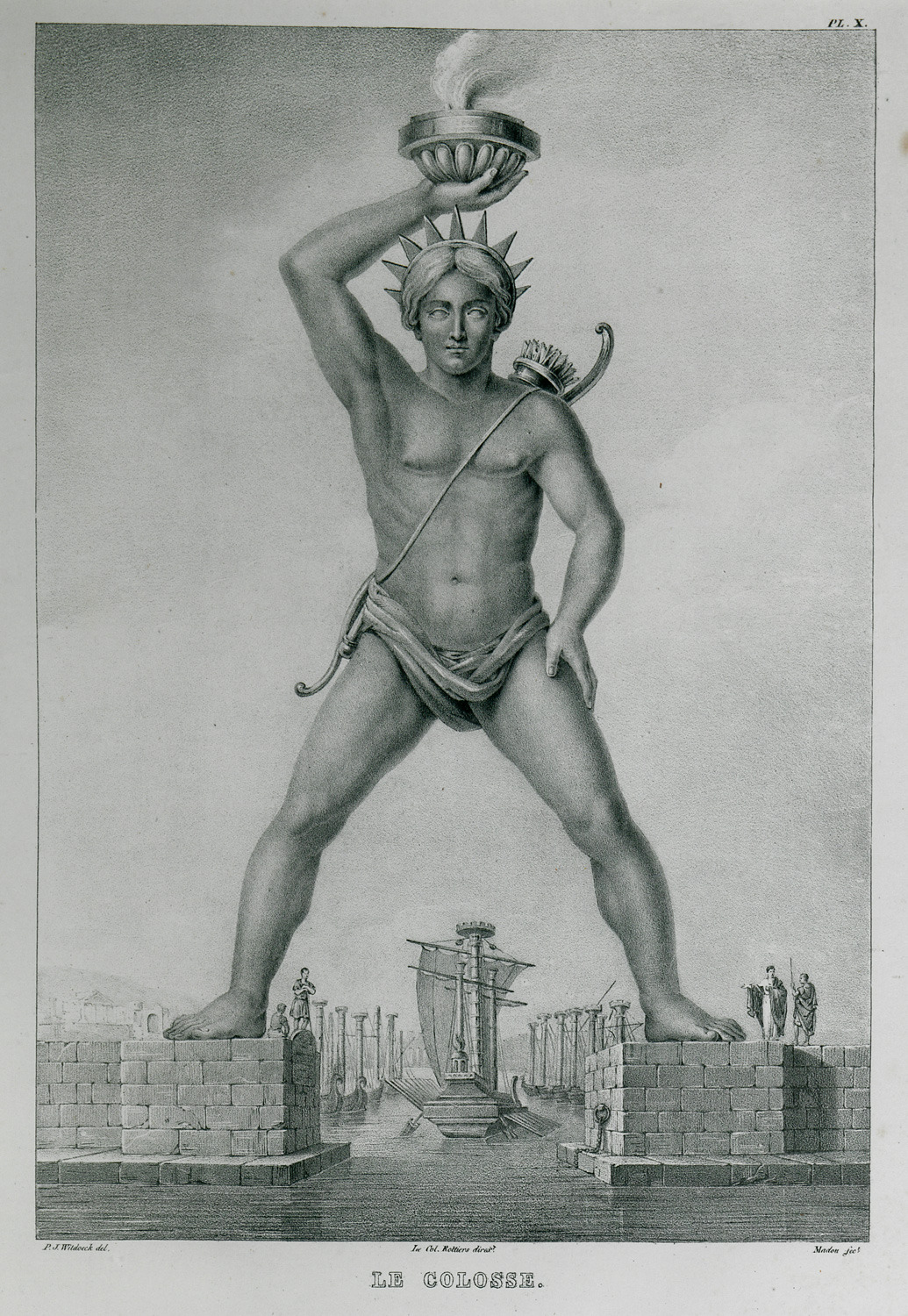
Колос Родоський, образ бога Геліоса.
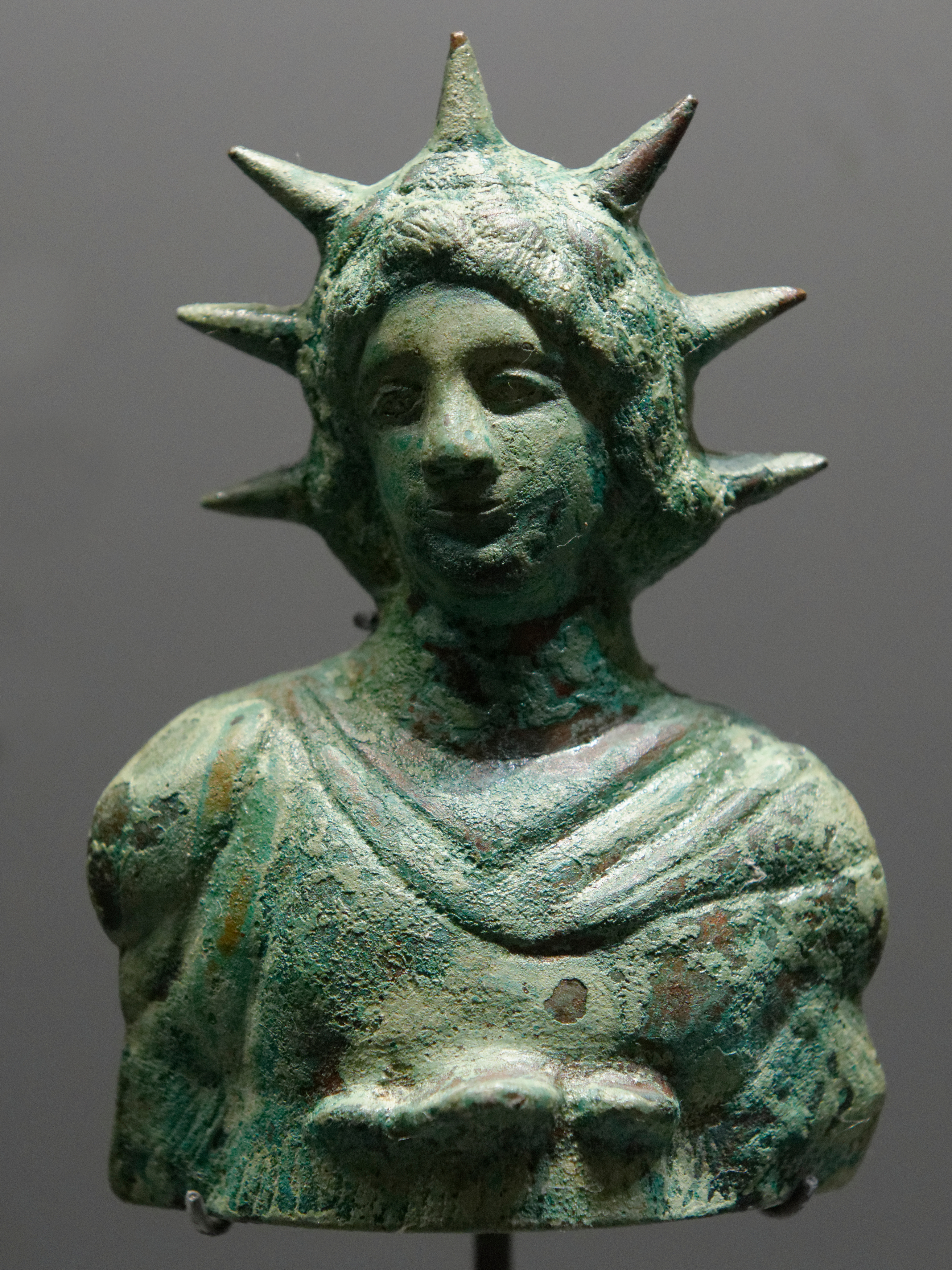
Геліос, одягнений у хламіди (Триполі, І ст. н.е.)
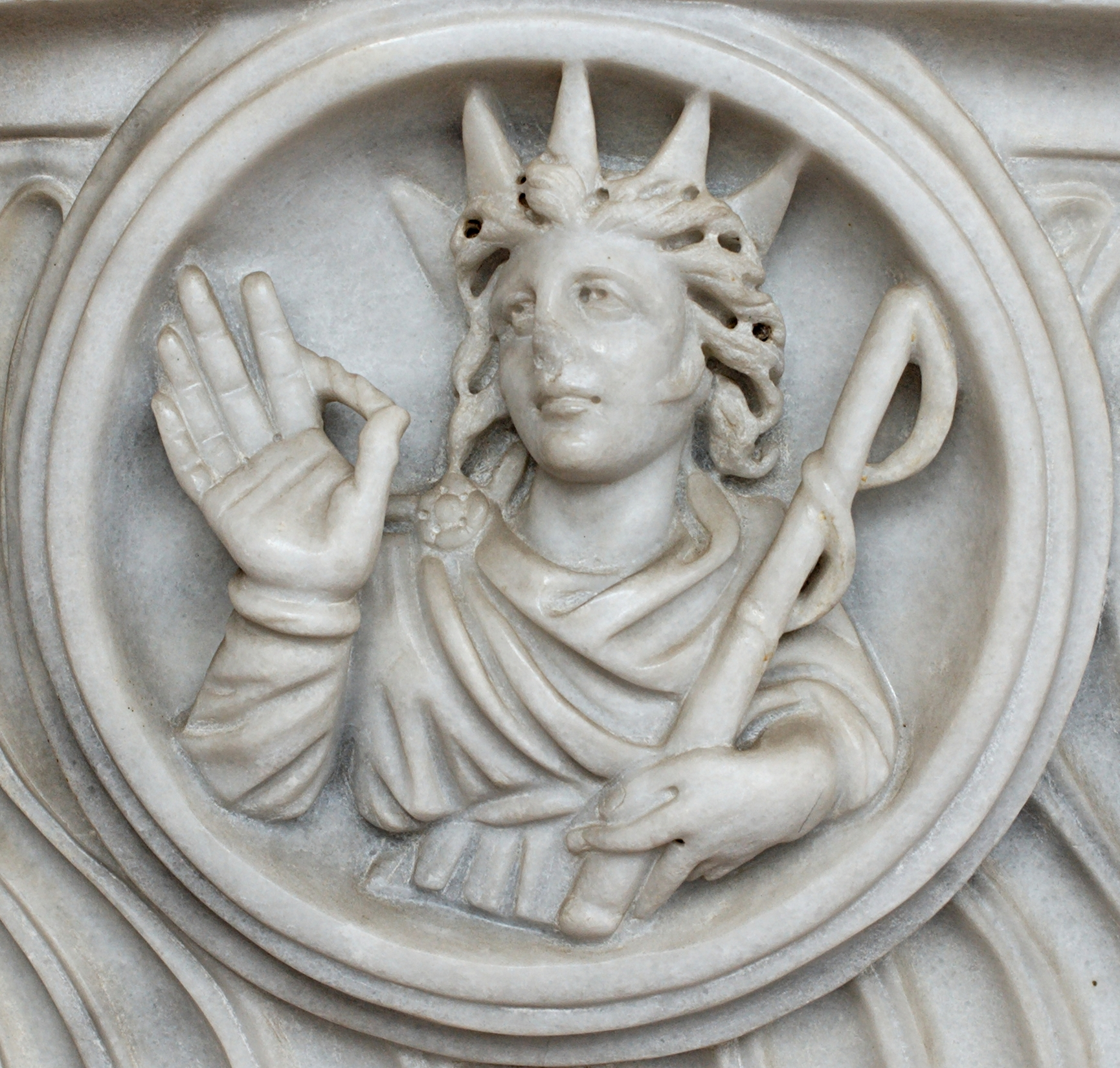
Геліос у кліпеї, деталь з римського саркофагу, початок 3 ст. н.е.
Герб Ісаака Герда - Нептун у "східній короні"